# Centinela

Monumento al centinela, una escultura en bronce de Charles Sargeant Jagger situada en Watts Warehouse (Mánchester).

Un centinela es un guardia o vigía militar emplazado en un puesto de observación para proteger un lugar, instalaciones, material o personas, descubriendo cualquier persona en las inmediaciones; franqueando el paso a los portadores de una contraseña, impidiéndoselo a los demás y dando la alarma en caso de ataque o cualquier otra eventualidad. En la legislación militar española se considera centinelas a aquellos militares de la guardia que permanecen en puestos fijos (usualmente en garitas) o realizan cortos recorridos de vigilancia, en solitario o en grupo, pero siempre de cara al exterior y con licencia para el uso inmediato de su arma reglamentaria en defensa de las órdenes recibidas y en defensa de su puesto. Esta normativa diferencia a los centinelas de los simples vigilantes, con funciones fundamentalmente de régimen interior, y que solo tienen autorizado el uso del arma en defensa propia. Otras legislaciones militares contienen regulaciones sustancialmente similares.

## Reglas de actuación
La labor de un centinela militar es vital para la seguridad de las instalaciones o lugares vigilados. Por ese motivo, sus reglas de actuación están rígidamente especificadas en las ordenanzas y normas militares.

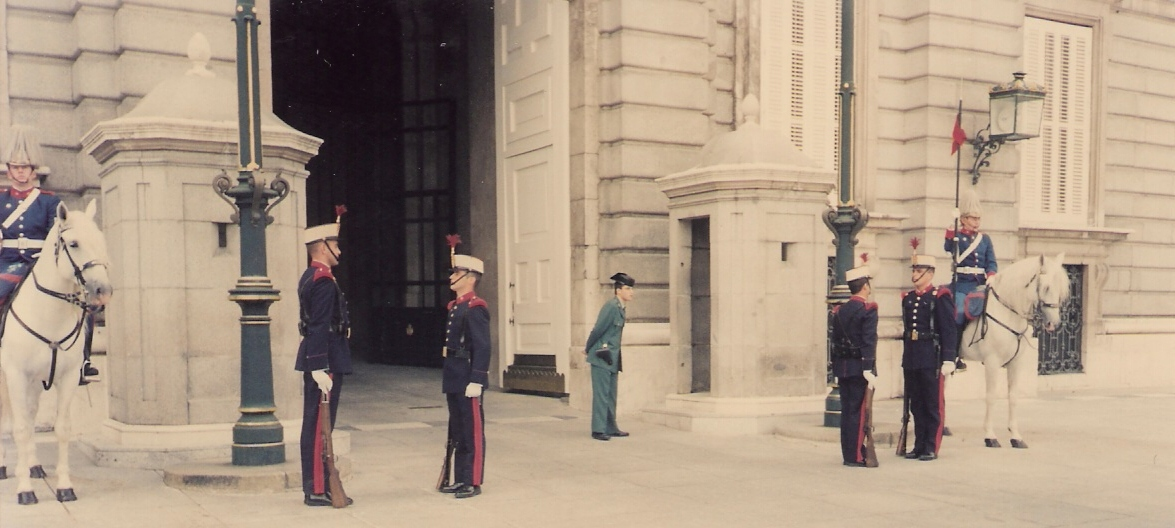
Relevo de centinelas en las garitas de acceso al Palacio Real de Madrid.

Los puestos de guardia los asigna el comandante de la guardia, que es el militar de mayor rango al cargo de la misma, pero es el cabo de guardia (o, excepcionalmente, un suboficial de guardia) el que procede a llevar los relevos a cada puesto. El centinela, mientras está en su puesto, solo atiende órdenes de su propio cabo de guardia, y de nadie más, ni siquiera de otro militar de rango superior, ni del propio comandante de la guardia: ni puede ser sancionado por ninguna falta hasta ser relevado por su cabo, ni debe entregar su arma reglamentaria bajo ningún concepto a otra persona diferente de su cabo de guardia. El primer relevo de los centinelas tras el cambio de guardia lo coordinan los cabos de guardia saliente y entrante juntos, de tal manera que ni el centinela entrante ni el saliente obedezcan a otro que no sea su propio cabo. Todas estas prevenciones se establecen para evitar que la vital labor del centinela sea neutralizada por «topos», o alterada por orden alguna fuera del conducto reglamentario.
El centinela no puede abandonar jamás el puesto asignado sin ser relevado por su cabo. Su cometido fundamental es dar la voz de alarma cuando la situación lo requiera, así como informar mediante el conducto que se establezca, y, en cualquier caso, al dar las novedades en el relevo, de cuanto sospechoso, infrecuente o extraño observe. Debe mantener en todo momento el arma dispuesta para ser usada, aunque con las debidas prevenciones para evitar accidentes.
La intervención más comprometida del centinela se produce cuando observa una persona o grupo sin identificar que se acerca a su puesto. En primera instancia ha de darle el alto, con una expresión como «¡Alto al centinela! ¿Quién va?». Si la respuesta no es convincente o la actitud del que se aproxima es sospechosa debe dar una segunda voz de advertencia («¡Alto o disparo!»), y avisar a la guardia accionando el sistema de alarma. Si el individuo o grupo tampoco obedeciera, creyendo el centinela comprometida su propia integridad o la de su puesto, su deber es usar el arma: el primer disparo puede ser al aire, a modo de advertencia final (en tiempos de paz es habitual que la munición de los centinelas lleve un primer cartucho de fogueo), pero la actuación final debe ser repeler la agresión de manera efectiva.
Es habitual el establecimiento de una «seña y contraseña» verbales para facilitar y hacer más efectiva la labor de los centinelas. Esta clave debe ser secreta (conocida exclusivamente por los miembros de la guardia y los militares autorizados) y cambiar diariamente. El sistema consiste en dos palabras: el centinela, al dar el alto, grita «¡Alto al centinela! ¡Dé la señal!» o cualquier expresión similar. Si el que se aproxima tiene autorización para hacerlo, se identificará y dará la «seña», a lo que el centinela responderá con la «contraseña», de modo que se asegura el mutuo reconocimiento. En el ejército español es frecuente el uso de la expresión «¡santo y seña!» para pedir la seña, pues era usual componerlas del nombre de un santo más otra palabra, como por ejemplo «Santo Tomás y golondrina».

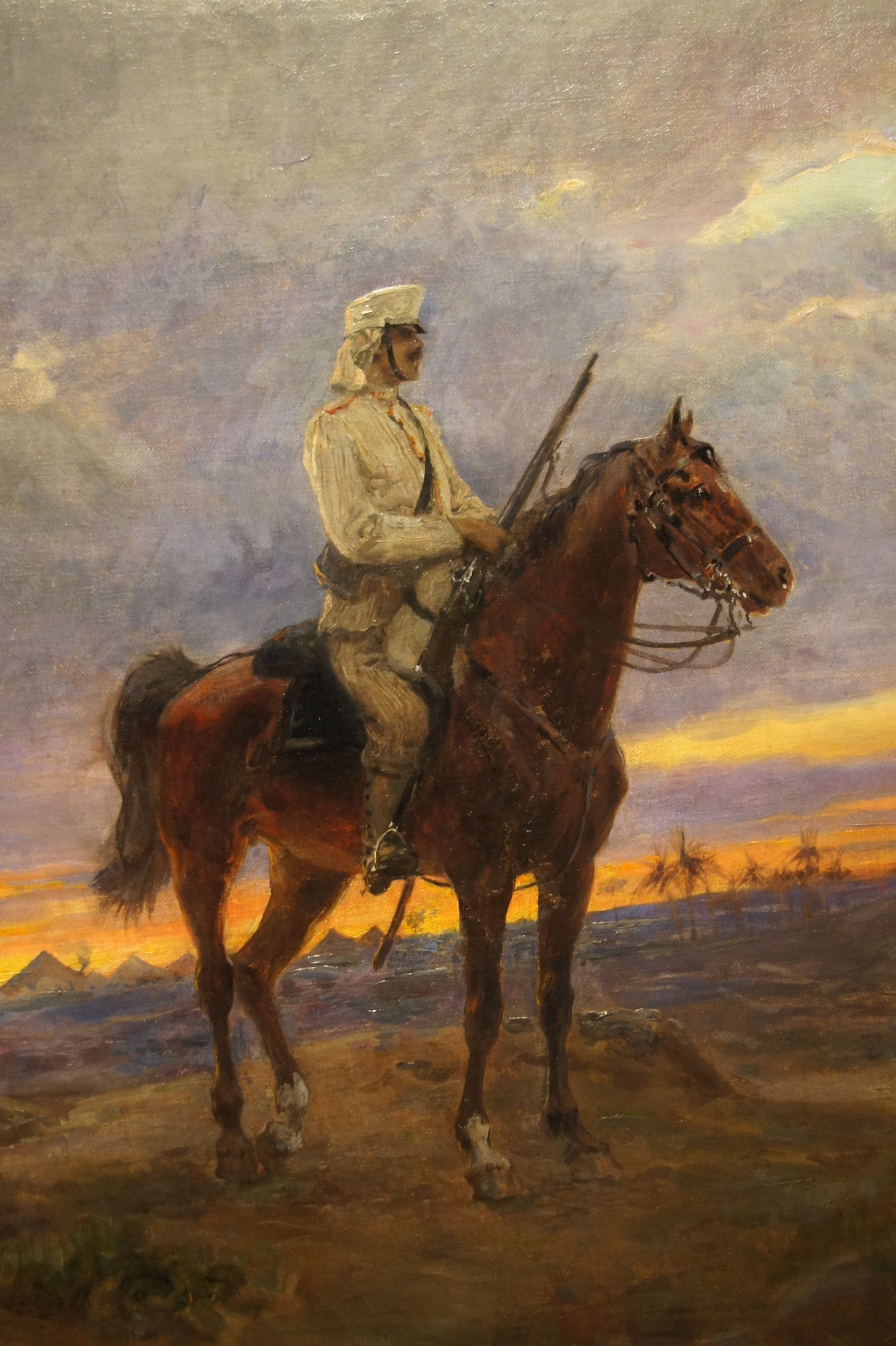
Centinela a caballo (Ulpiano Checa, 1909)

## Etimología
La etimología de la palabra ha sido objeto de gran controversia. La palabra original parece ser el italiano sentinella, adaptado al francés como sentinelle (el término militar moderno en francés es factionnaire, como en alemán es Fachmann), y al inglés como sentinel.
Para la palabra italiana se ha sugerido su origen en el verbo sentire (‘sentir’, ‘percibir’), pero hay objeciones filológicas a esta hipótesis, y es más plausible la relación con sentina (‘sentina’, el depósito inferior de desechos y aguas residuales de un barco, figuradamente ‘lo más bajo’, ‘inmundicia’). Si se deja aparte el origen italiano, según concuerdan la mayor parte de las autoridades, la palabra francesa sugiere una adecuada formación como un diminutivo de sentier (‘sendero’), del latín semita, significando apropiadamente ‘la vanguardia del vigía’. La palabra francesa senteret (una forma de sentier) habría originado la palabra inglesa sentry.